# Markersdorf (Claußnitz)
Markersdorf im Chemnitztal ist ein Ortsteil der Gemeinde Claußnitz im Landkreis Mittelsachsen. Bis zum Zusammenschluss mit Claußnitz am 1. März 1994 trug der Ort den amtlichen Namen Markersdorf b. Burgstädt zur besseren Unterscheidung vom knapp 15 Kilometer (Luftlinie) entfernt gelegenen Markersdorf bei Penig im selben Landkreis.

## Geografie

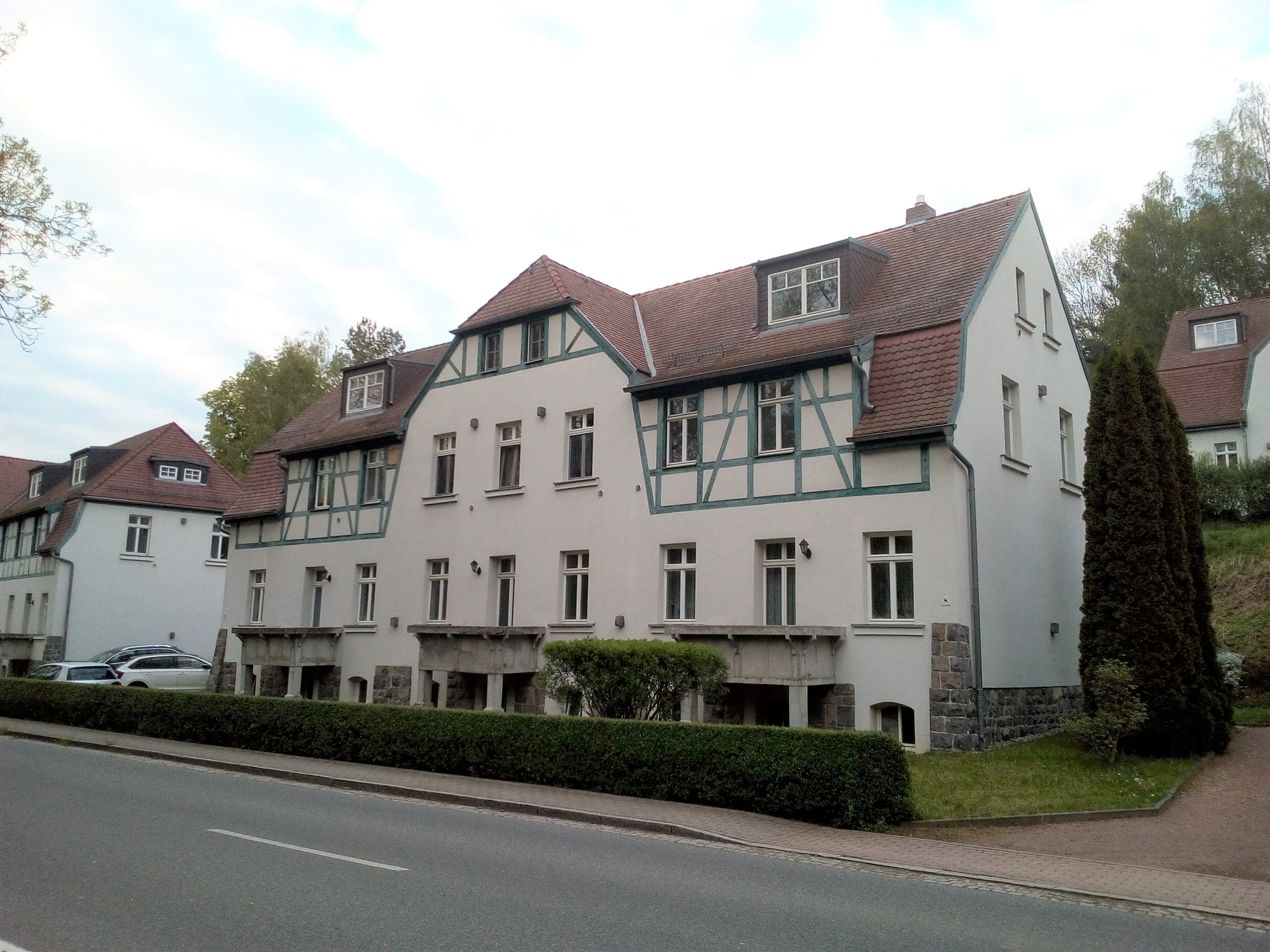
Chemnitztalsiedlung (Kolonie Markersdorf)

### Geografische Lage und Verkehr
Der Ort erstreckt sich zwischen Taura im Westen und Claußnitz im Osten in Westsüdwest-Nordnordost-Richtung. Die von Claußnitz kommende Bundesstraße 107 führt längs durch das Dorf und knickt vor der nordwärts fließenden Chemnitz, die zugleich die Gemeindegrenze zu Taura bildet, südlich in deren Tal ab und endet 15 Kilometer weiter an der Bundesstraße 173 in der Großstadt Chemnitz. Im Chemnitztal befindet sich, etwas abgelegen vom restlichen Ort, die Chemnitztalsiedlung, eine Werkssiedlung. Nördlich des Orts befindet sich der Granitbruch Markersdorf. Durch die Flur von Markersdorf verläuft die Via Porphyria.
Zwischen 1902 und 1998 hatte Markersdorf mit dem Bahnhof Markersdorf–Taura eine Bahnstation an der 2001 stillgelegten Bahnstrecke Wechselburg–Küchwald (Chemnitztalbahn). Heute ist der Museumsbahnhof Markersdorf–Taura Anfangspunkt des mit einer Motordraisine betriebenen Chemnitztal-Expresses, der über den Amselgrund und die zwei Chemnitztalviadukte zum Haltepunkt Schweizerthal–Diethensdorf führt. Der aus Richtung Chemnitz kommende Radweg auf der stillgelegten Trasse verläuft in diesem Bereich direkt neben der Bahnstrecke.

### Nachbarorte
| Schweizerthal (zu Mohsdorf) | Diethensdorf                                |           |
| Taura                       | Kompassrose, die auf Nachbargemeinden zeigt | Claußnitz |
|                             | Köthensdorf-Reitzenhain                     | Garnsdorf |

## Geschichte

### Ortsgeschichte

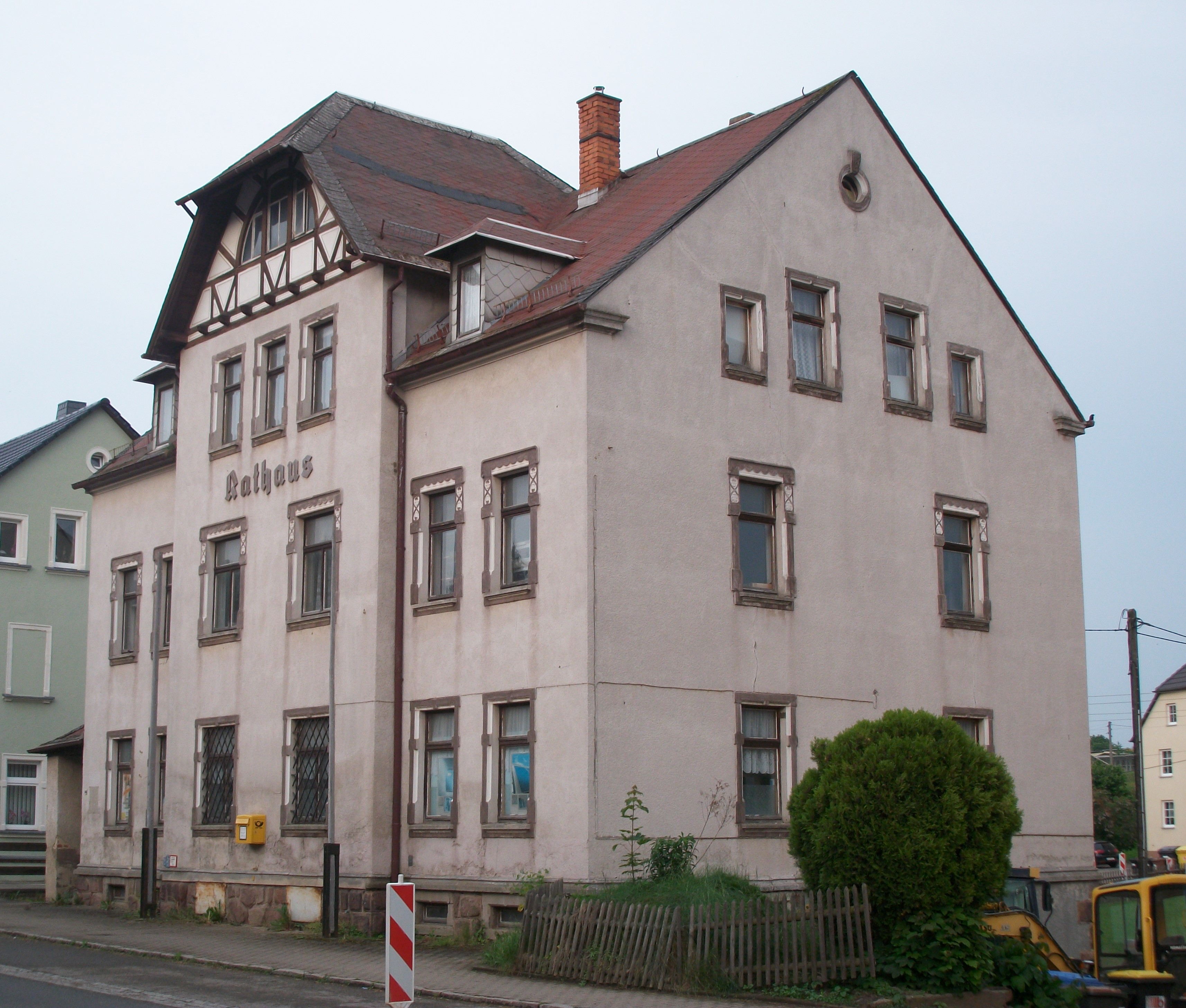
Ehemaliges Rathaus von Markersdorf

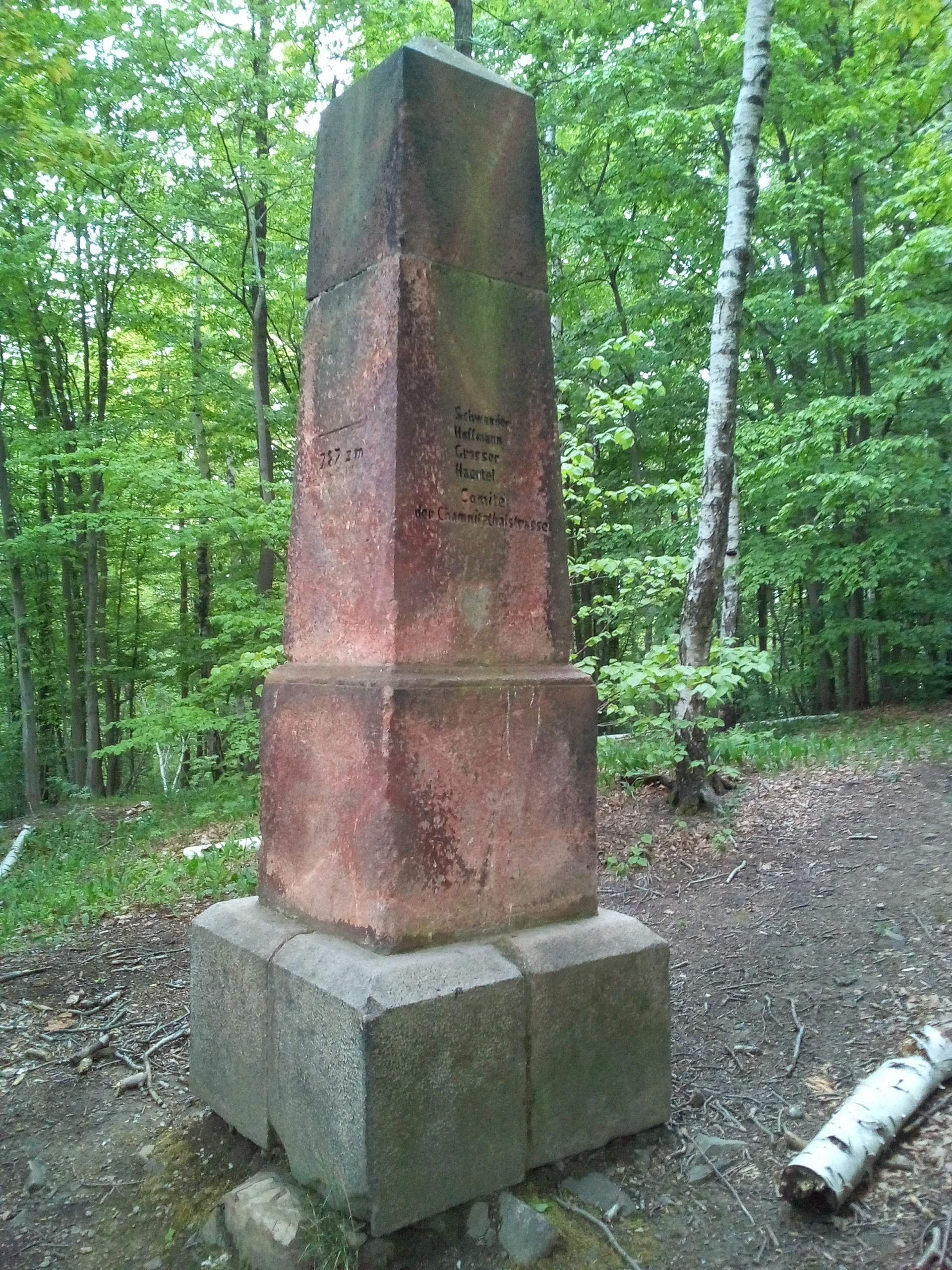
Obelisk in Markersdorf zum Bau der Chemnitztalstraße

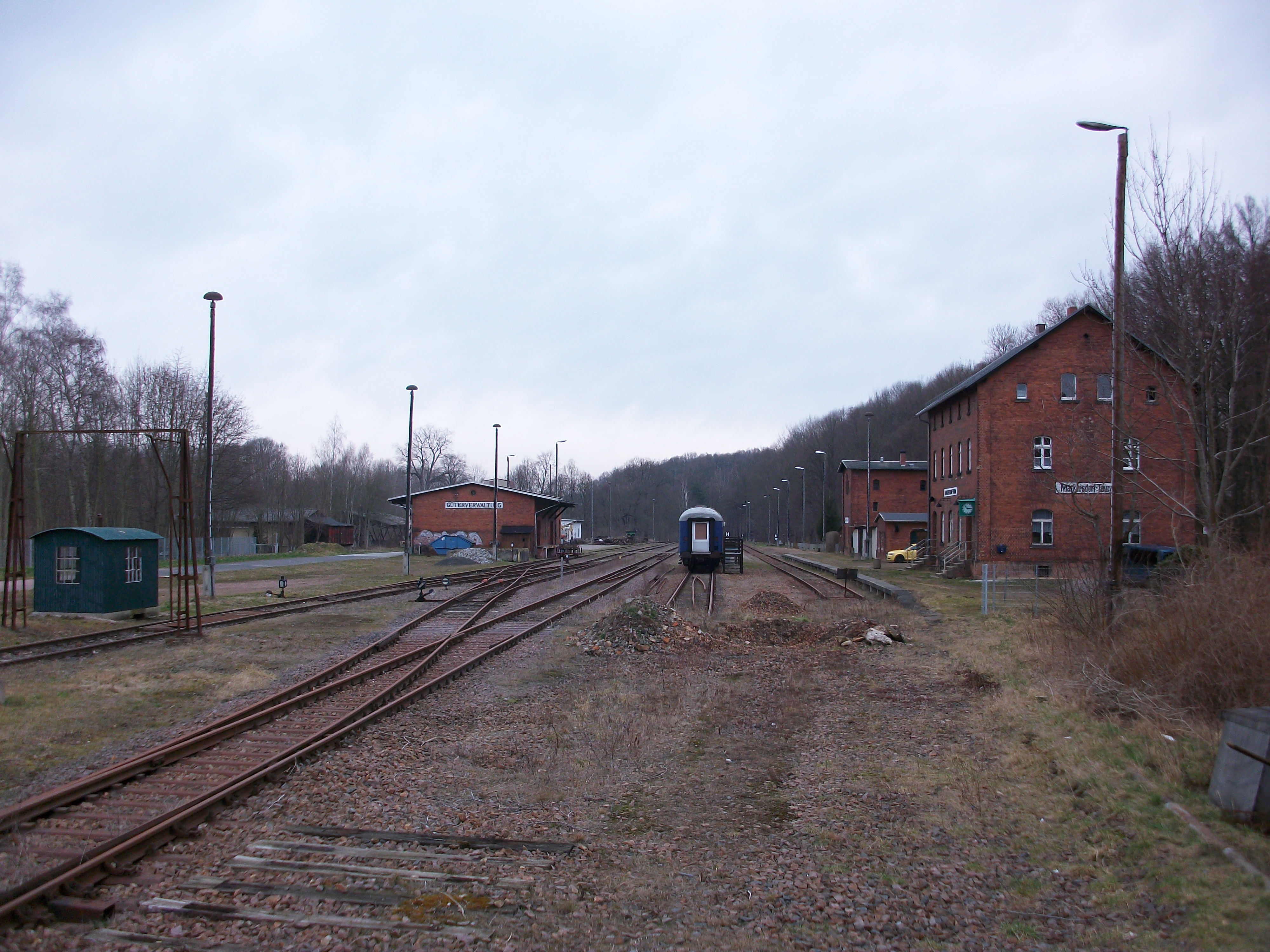
Museumsbahnhof Markersdorf-Taura (2016)

Markersdorf wurde als Waldhufendorf beidseits des zur Chemnitz fließenden Dorfbaches angelegt. Die bekannte urkundliche Ersterwähnung des Ortes erfolgte im Jahr 1489 als Marckerstorff. Eine Wassermühle am Chemnitzfluss, heute als Alte Mühle bezeichnet, fand 1528 Erwähnung. Markersdorf gehörte ursprünglich zum Besitz des Klosters Zschillen, das im Jahr 1543 mit dem gesamten Besitz an Herzog Moritz von Sachsen kam. Dieser säkularisierte es umgehend und vertauschte es an die Herren von Schönburg gegen die Orte Hohnstein, Wehlen und Lohmen in der heutigen Sächsischen Schweiz. Daher kam für den Ort und die Klosteranlage der Name Wechselburg auf. Seitdem wurde Markersdorf als Amtsdorf der schönburgischen Herrschaft Wechselburg geführt, welche den Herren von Schönburg unter wettinischer Oberhoheit gehörte. Kirchlich gehört Markersdorf seit jeher zu Claußnitz. Im Rahmen der administrativen Neugliederung des Königreichs Sachsen wurde Markersdorf als Teil der schönburgischen Lehnsherrschaft Wechselburg im Jahr 1835 der Verwaltung des königlich-sächsischen Amts Rochlitz unterstellt. Im Jahr 1856 kam Markersdorf zum Gerichtsamt Burgstädt und 1875 an die neu gegründete Amtshauptmannschaft Rochlitz (seit 1939: Landkreis).

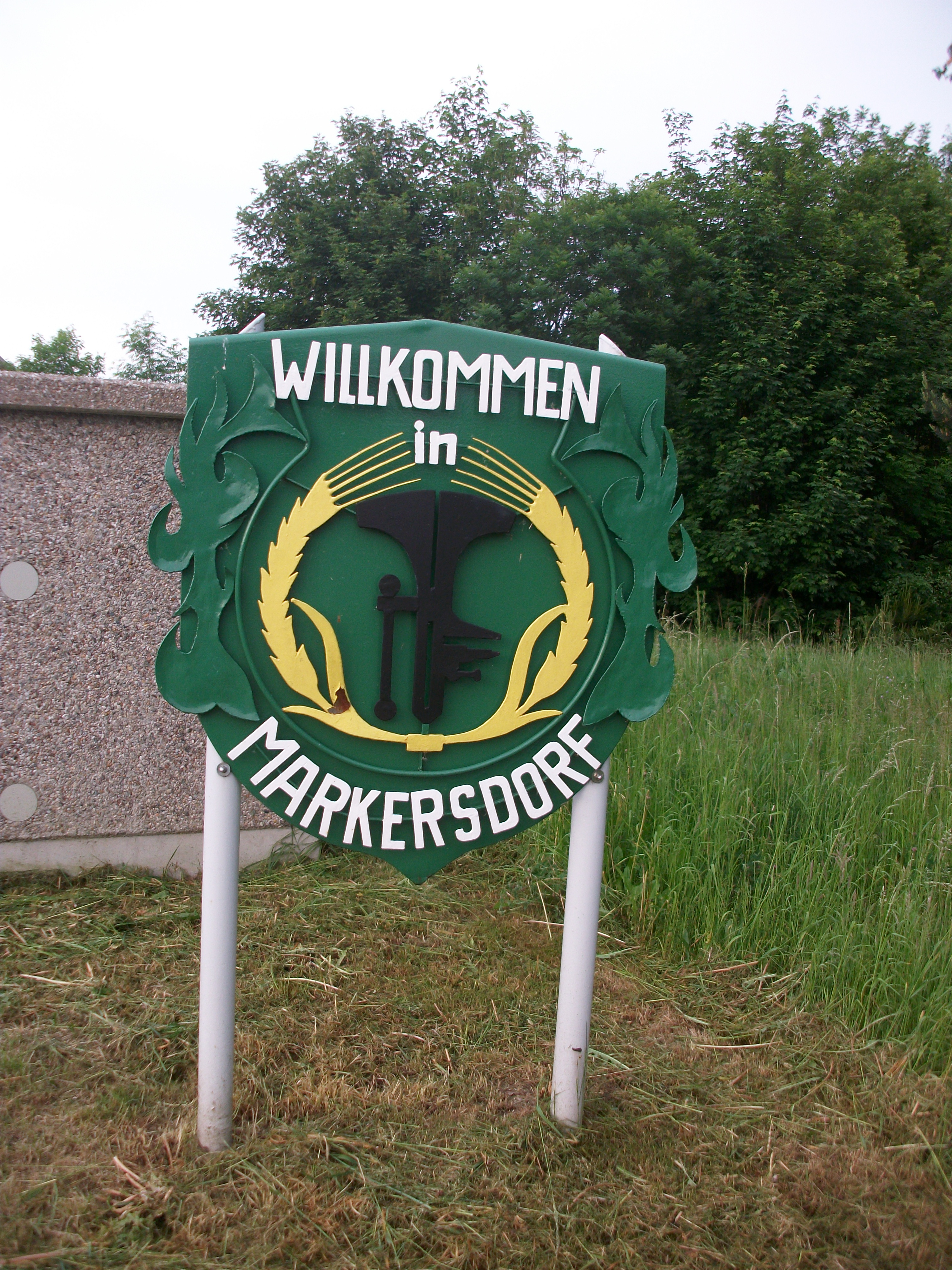
Willkommensschild am Ortseingang von Markersdorf

Ein Burgstädter Fabrikbesitzer kaufte 1831 das Gelände der 1557 erwähnten „Mings Mühle“ und errichtete darauf eine Wollspinnerei. Diese wurde 1865 von G. F. Großer erworben und zur Maschinenwerkstätte für die Spezialmaschinen der wachsenden Textilindustrie umgebaut, später wurden bei der Groma (= Grosser Markersdorf) die gleichnamigen Schreibmaschinen gefertigt. Großer war Mitinitiator des Baus der Straße durch das Chemnitztal, die im Jahr 1880 eröffnet wurde. Bereits in den Jahren um 1840 entstand die heutige Hauptstraße als direkte Verbindung zwischen Mittweida und Burgstädt. Im Jahr 1882 gründete sich die Freiwillige Feuerwehr Markersdorf. Bevor im Jahr 1872 in Markersdorf eine Schule erbaut wurde, gingen die Kinder des Orts nach Claußnitz zur Schule. Im Zuge der weiteren Industrialisierung entlang des Tals der Chemnitz wurden Forderungen nach einer Bahnstrecke laut. Der Sächsische Landtag genehmigte 1896 eine Nebenbahn, die in Wechselburg von der Bahnstrecke Glauchau–Wurzen abzweigen, durch das Chemnitztal verlaufen und in Chemnitz in das dortige Netz einfädeln sollte. Infolge des schweren Hochwassers 1897 wurde die Strecke umgeplant, sodass sich der Baubeginn bis März 1900 verzögerte. Schließlich konnte die Chemnitztalbahn Ende Juni 1902 eröffnet werden. Relativ mittig befand sich am Streckenkilometer 11,75 der Bahnhof Markersdorf-Taura. Vor und nach dem Ersten Weltkrieg erfolgte der Bau der Arbeitersiedlung „Kolonie Markersdorf“ im Chemnitztal, die heute unter „Die Waldsiedlung“ firmiert.
Infolge der zweiten Kreisreform in der DDR kam Markersdorf am 25. Juli 1952 zum neugebildeten Kreis Rochlitz, wurde allerdings nur wenige Monate später am 4. Dezember des gleichen Jahres dem Kreis Chemnitz-Land im Bezirk Chemnitz (1953 in Kreis Karl-Marx-Stadt-Land und Bezirk Karl-Marx-Stadt umbenannt) angegliedert. Seit 1960 gingen die Markersdorfer Schüler ab der 8. Klasse nach Claußnitz zur Schule. Im Jahr 1980 wurde die Markersdorfer Schule komplett geschlossen. Das Gebäude wurde seit 1982 als Konsum-Verkaufsstätte genutzt.
Seit 1990 gehörte Markersdorf zum sächsischen Landkreis Chemnitz. Zum 1. März 1994 schlossen sich die Gemeinden Diethensdorf und Markersdorf mit Claußnitz zusammen. Infolge der sächsischen Kreisreform kam diese Gemeinde im August des gleichen Jahres zum neugebildeten Landkreis Mittweida und im Jahr 2008 nach einer weiteren Kreisreform zum heutigen Landkreis Mittelsachsen.
Die Gebäude der 1992 stillgelegten Fabrik „GROMA“ wurden zwischen 1998 und 2014 komplett abgerissen. An sie erinnert heute ein Gedenkstein. Auf der Chemnitztalbahn wurde 1998 der Personen- und 1999 der Güterverkehr eingestellt und die Strecke im Jahr 2002 stillgelegt. Der Bahnhof Markersdorf-Taura wurde zum Museumsbahnhof umgestaltet. Anders als entlang der restlichen Trasse nördlich von Chemnitz, die zum Radweg umgestaltet wurde, blieben die Gleise als Museumsbahn bis zum etwa zwei Kilometer entfernten Haltepunkt Schweizerthal-Diethensdorf mit den Stationen Amselgrund und Neuschweizerthal erhalten. Zum Fahrzeugpark der Eisenbahnfreunde Chemnitztal e. V. gehört neben Dieselloks V 10 B und V 22 ein Zweiwege-Traktor RS 09/GT 124. Neben der Trasse entstand im Jahr 2019 der Chemnitztalradweg.

### Bevölkerungsentwicklung
| Jahr | Einwohner |
| ---- | --------- |
| 1834 | 385       |
| 1871 | 703       |
| 1890 | 1168      |
| 1910 | 1520      |
| 1925 | 1877      |
| 1939 | 1804      |
| 1946 | 2133      |
| 1950 | 1928      |
| 1964 | 1781      |
| 1990 | 1261      |
| 1993 | 1202      |
| 2001 | 1092      |
| 2011 | 999       |

Im Jahr 1551 wurden in Markersdorf 36 besessene Mann (Landwirte) und 64 Inwohner gezählt. Rund 210 Jahre später waren es nach dem Siebenjährigen Krieg noch 26 besessene Mann und 22 Häusler.
Im 19. und frühen 20. Jahrhundert stieg die Einwohnerzahl enorm an. Während 1834 noch 385 Einwohner gezählt wurden, waren es 90 Jahre später fast fünfmal so viele. Danach stagnierte die Zahl, wuchs infolge von Flüchtlingen und Vertriebenen nach dem Zweiten Weltkrieg auf über 2000 an. Innerhalb von 20 Jahren fiel diese Zahl wieder um rund 20 %, sodass 1964 die Einwohnerzahl von 1781 bereits unter dem Vorkriegsniveau lag. Der allgemeine Bevölkerungsrückgang in der DDR sowie im Speziellen im ländlichen Raum traf Markersdorf besonders, sodass der Ort innerhalb von 25 Jahren nochmals über 500 Einwohner verlor. Ende 1990 hatte Markersdorf somit einen Bevölkerungsstand von 59 % des Jahres 1946.
Beim Zensus 2011 wurden noch etwa 1000 Einwohner ermittelt.

## Sehenswürdigkeiten
- Naturlehrpfad im Chemnitztal mit den Felsformationen Bärenhöhle und Hockstein und dem Amselgrund
- Strudeltöpfe im Chemnitztal
- Chemnitztalradweg auf der ehemaligen Trasse der Chemnitztalbahn
- Museumsbahnhof Markersdorf-Taura und Museumseisenbahn nach Schweizerthal-Diethensdorf mit den Stationen Amselgrund und Neuschweizerthal
- Obelisk auf dem König-Albert-Felsen (im Gedenken an den Bau der Chemnitztalstraße im Jahre 1880)
- Umgebindehaus[15]